# Antoni Smętkowski
Antoni Smętkowski (ur. 28 grudnia 1898 w Ryszewie) – podporucznik pilot Wojska Polskiego, żołnierz Armii Cesarstwa Niemieckiego podczas I wojny światowej, uczestnik wojny polsko-bolszewickiej, kawaler Orderu Virtuti Militari.

## Życiorys
Syn Władysława i Julii z Presslerów. Po wybuchu I wojny światowej, 14 września 1914 roku, został wcielony do armii niemieckiej. Początkowo otrzymał przydział do 49 pułku piechoty w Gnieźnie, następnie został przeniesiony do 4 pułku piechoty grenadierów. Brał udział w walkach na froncie zachodnim od 22 listopada 1914 roku do 27 września 1917 roku, kiedy to został skierowany do szkoły lotniczej w Paderborn. Po jej ukończeniu w maju 1918 roku został przeniesiony do szkoły lotniczej w Legnicy, a w październiku do szkoły lotniczej na Ławicy. 
Po wybuchu powstania wielkopolskiego przyłączył się do oddziałów powstańczych i otrzymał 10 stycznia 1919 roku przydział do 2 Wielkopolskiej eskadry lotniczej. W jej składzie brał udział w walkach na froncie południowym. Po wybuchu wojny polsko-bolszewickiej, 28 lipca 1919 roku, został skierowany z eskadrą na Front Litewsko-Białoruski. W dniach 6-9 sierpnia wyróżnił się podczas walk o Mińsk i Bobrujsk, do końca października wykonał ponad 16 lotów na rozpoznanie i bombardowanie. Większość przeprowadził z niskiego pułapu, narażając się na zestrzelenie. 25 września na samolocie DFW C.V zaatakował i uszkodził nieprzyjacielski pociąg pancerny na linii kolejowej Bobrujsk-Żłobin. W kwietniu 1920 roku przeprowadził kolejny skuteczny atak na pociąg pancerny w rejonie Berezyny. 

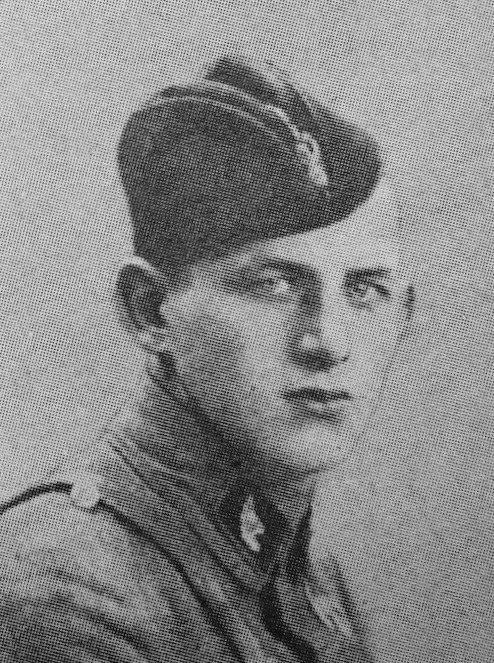
Antoni Smętkowski sierż. pilot (1920)

10 kwietnia 1920 roku brał udział w grupowym locie wywiadowczym samolotów 2 eskadry na trasie Bobrujsk-Parycze-Jakimowskaja. Pod koniec kwietnia został skierowany do 14 eskadry wywiadowczej aby zapewnić jej osłonę myśliwską. Z powodu strat wśród sprzętu i załóg pod koniec lipca por. Edmund Norwid-Kudło i sierż. Antoni Smętkowski byli jedną z dwóch załóg wykonujących loty w 13 eskadrze. 
Po zakończeniu działań wojennych służył w dywizjonie zapasowym 3. pułku lotniczego, 20 października został przeniesiony do rezerwy. Pracował w Wojskowym Sądzie Rejonowym w Gnieźnie oraz w Powiatowej Komendzie Uzupełnień w Koninie. Dalsze jego losy nie są znane.

## Ordery i odznaczenia
Za swą służbę w polskim lotnictwie otrzymał odznaczenia:
- Krzyż Srebrny Orderu Wojskowego Virtuti Militari nr 2705 – 8 kwietnia 1921[12][13],
- Krzyż Walecznych,
- Polowa Odznaka Pilota nr 92